# Hypena senectalis
Hypena senectalis là một loài bướm đêm trong họ Erebidae.